# タイニー・タイタンズ
『タイニー・タイタンズ』（英: Tiny Titans）は、DCコミックスから出版されたアート・バルタザールとフランコ・アウレリアーニによるティーン・タイタンズのスピンオフ作品。2009年と2011年にはアイズナー賞を受賞している。キャッチフレーズは「Aw yeah, Titans!」。

## 概要
『タイニー・タイタンズ （Tiny Titans）』は2008年から2012年まで全50号が刊行され、2014年から2015年にかけて『Tiny Titans: Return to the Tree House』と題して全6号のミニシリーズが刊行された。
DCコミックスのキャラクターを原作として、「ティーン・タイタンズ」に所属している、又は所属していたメンバーが主な登場人物となっている。ストーリーは個人や少人数でのエピソードを中心に構成され、過去にDCコミックスから出版されていた作品内の人間関係や、キャラクター設定の矛盾などがジョークとしてふんだんに反映されている。

## 登場人物

### サイドキック・シティ小学校
生徒
| - ロビン - スピーディ - キッド・フラッシュ - レイブン | - ワンダーガール - スターファイヤー - サイボーグ - ローズ・ウィルソン |

教職員
| - スレイド校長 - トライゴン先生 (臨時) - ドクター・ライト先生 (理科) | - ロボ先生 (体育) - ハントレス先生 (体育) - ダークサイド (用務員) |

### その他
- スーパーマン・ファミリー
- バットマン・ファミリー
- リージョン・オブ・スーパーペッツ
- リージョン・オブ・スーパーヒーローズ

## 書籍情報
| タイトル                                      | 発売年 | ISBN            |
| --------------------------------------------- | ------ | --------------- |
| Tiny Titans Vol.1: Welcome to the Treehouse   | 2009年 | 978-1401220785  |
| Tiny Titans Vol.2: Adventures in Awesomeness  | 2009年 | 978-1401223281  |
| Tiny Titans Vol.3: Sidekickin' It!            | 2010年 | 978-1401226534  |
| Tiny Titans Vol.4: The First Rule of Pet Club | 2010年 | 978-1401228927  |
| Tiny Titans Vol.5: Field Trippin              | 2011年 | 978-1401231736  |
| Tiny Titans Vol.6: The Treehouse and Beyond!  | 2011年 | 978-1401233105  |
| Tiny Titans Vol.7: Growing Up Tiny!           | 2012年 | 978-1401235253  |
| Tiny Titans Vol.8: Aw Yeah Titans!            | 2013年 | 978-1401238124  |
| Tiny Titans: Return to the Treehouse          | 2015年 | 978-1401254926  |
| アーチー・コミックとのクロスオーバー          |        |                 |
| Tiny Titans/little Archie and His Pals        | 2012年 | ASIN B0195RG0DY |